# Autodromo di Lombardore
Das Autodromo di Lombardore ist eine permanente Motorsport-Rennstrecke in Lombardore im Piemont. Die U-Förmig angelegte Strecke liegt in einem Talkessel, weniger als 1 km vom Ortskern der Gemeinde entfernt.

## Geschichte

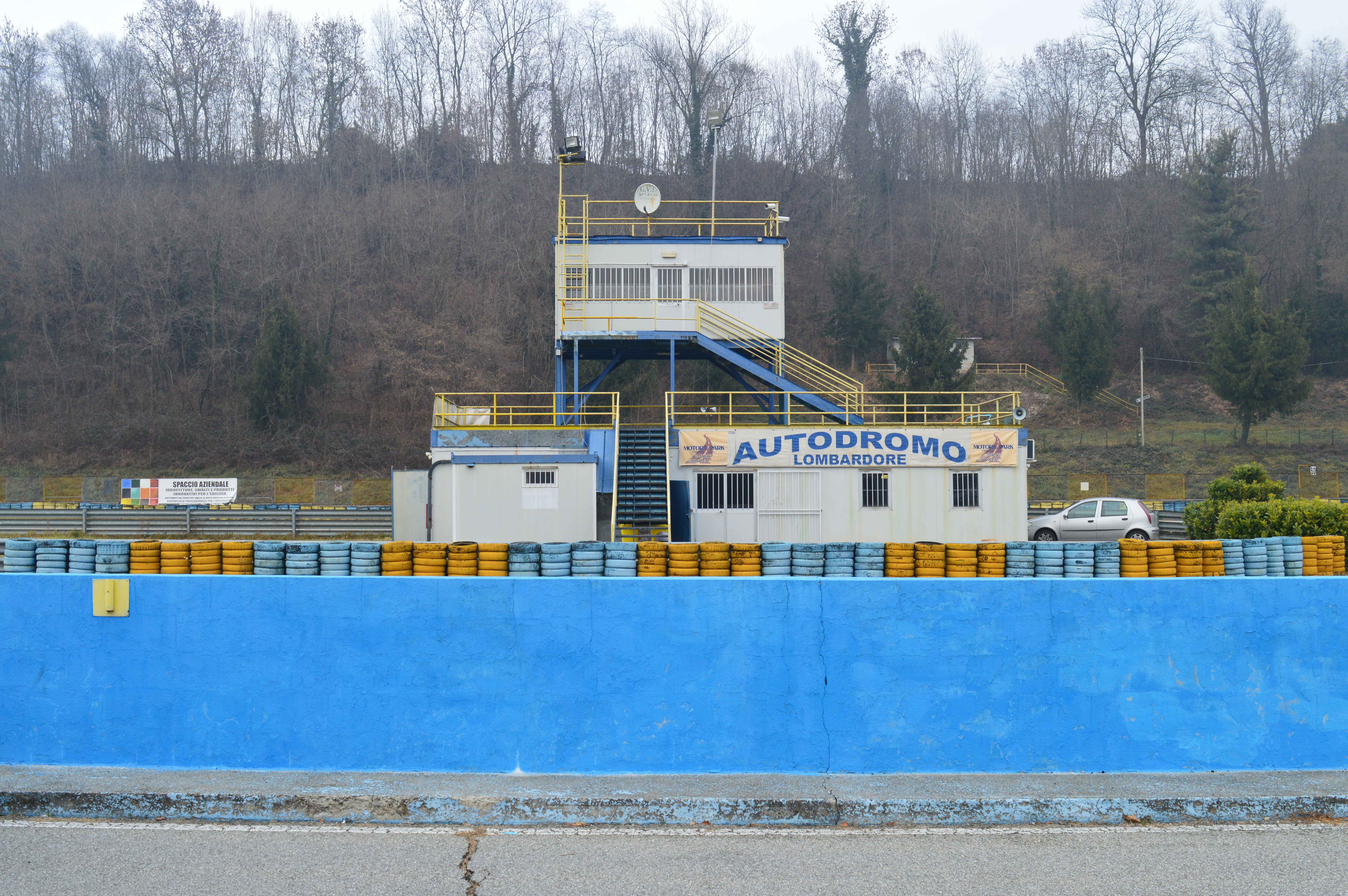
Rennleiter-Turm des Autodromo di Lombadore

Der Kurs entstand im Jahr 1972 und wurde ein Jahr später eröffnet. Ursprünglich war es eine Autocrossrennstrecke mit dem Namen Circuito Pietro Ostorero die jedoch 1985 geschlossen und am 23. Juli 1989 als asphaltierter Rundkurs wiedereröffnet wurde. 
Im Laufe der Jahre kamen immer wieder Probleme mit dem Lärm der Motoren auf, bereits 2003 wurde eine Schließung der Strecke in Betracht gezogen, diese fand damals jedoch nicht statt.
2024 wurde der Kurs für einen Monat wegen der zu lauten Motoren geschlossen, eröffnete jedoch erneut im August.

## Die Strecke
Der 1,100 km lange Kurs ist eine der wenigen permanenten Rennstrecken im Piemont. Er wird hauptsächlich für verschiedene Testfahrten und Veranstaltungen mit historischen Rennwagen genutzt. Die Einrichtungen, wie zum Beispiel das Büro der Streckenaufsicht sind als Container-Bauten ausgeführt. 

## Sonstiges
Wegen der Lage inmitten eines bebauten Gebietes und der damit verbundenen Lärmauflagen von maximal 98 dB dürfen auf dem Autodromo keine Rennveranstaltungen abgehalten werden. Lediglich historische Veranstaltungen und kleinere Motorrad- und Clubsport-Events finden dort statt. Außerdem nutzen Firmen wie Pirelli und SKF die Strecke für Testfahrten. Wegen der Lärmauflagen musste bereits eine ursprünglich angrenzende Motocrossstrecke geschlossen werden. 